# 23. Internationale Sechstagefahrt

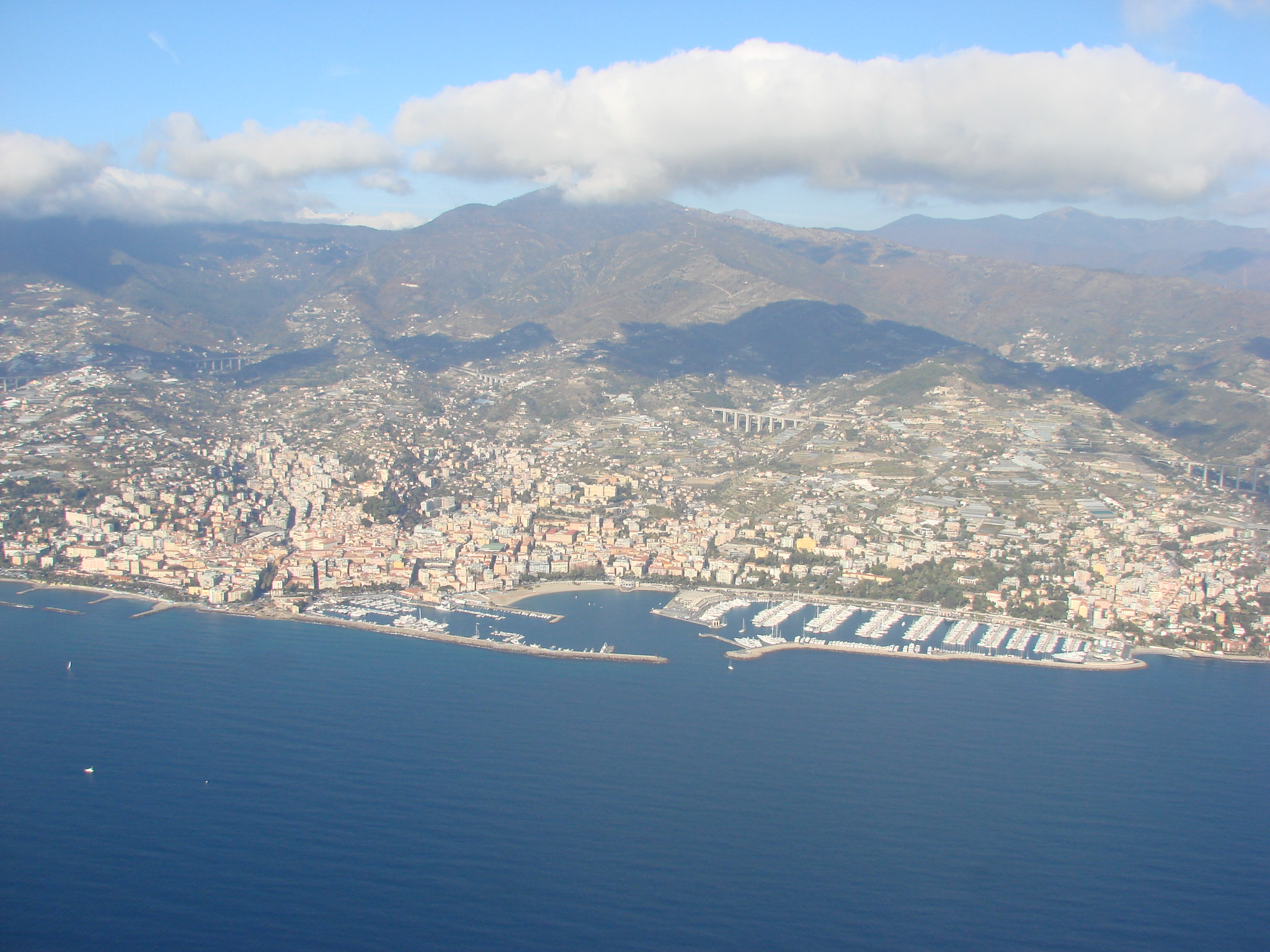
Sanremo, Start- und Zielort der einzelnen Etappen

Die 23. Internationale Sechstagefahrt war ein Motorrad-Geländesportwettbewerb, der vom 14. bis 19. September 1948 im italienischen Sanremo und den Ligurischen Alpen stattfand. Die Nationalmannschaften Großbritanniens gewannen zum zwölften Mal die World Trophy sowie zum neunten Mal die Silbervase.

## Wettkampf

### Organisation
Die Veranstaltung fand nach der 13. (1931) und 14. Internationalen Sechstagefahrt (1932) zum dritten Mal in Italien statt.
Für den Wettkampf waren 170 Fahrer gemeldet. Um die Trophy fuhren Mannschaften aus sieben Nationen. Zudem waren zwölf Silbervasenmannschaften am Start.
Deutsche Fahrer und Mannschaften waren nicht am Start. Österreich nahm an der World Trophy, die Schweiz mit zwei Silbervasenmannschaften teil.

### 1. Tag
Von den 170 gemeldeten Fahrern nahmen 151 den Wettkampf auf.
In der World Trophy lagen die Mannschaften Großbritanniens und der Tschechoslowakei strafpunktfrei gleichauf. Auf dem dritten Platz lagen die Mannschaften Österreichs und Belgiens mit jeweils 6 Strafpunkten.
Bei der Silbervasenwertung waren die Mannschaften der Niederlande (A und B), Großbritanniens (A) und Belgiens noch ohne Strafpunkte und lagen gleichauf.

### 2. Tag
In der World Trophy waren die Mannschaften Großbritanniens und der Tschechoslowakei weiter strafpunktfrei und lagen gleichauf. Den dritten Platz belegte die Mannschaft Belgiens, die Mannschaft Österreichs folgte auf dem 4. Platz.
Bei der Silbervasenwertung der Niederlande (A und B) und Großbritanniens (A) noch ohne Strafpunkte und lagen gleichauf.

### 3. Tag
Am dritten Tag wurde die Strecke des Vortags in entgegengesetzter Richtung gefahren.
In der World Trophy waren die Mannschaften Großbritanniens und der Tschechoslowakei nach wie vor strafpunktfrei und lagen gleichauf. Den dritten Platz belegte die Mannschaft Österreichs.
Bei der Silbervasenwertung der Niederlande (A) und Großbritanniens (A) weiter ohne Strafpunkte und lagen gleichauf.

### 4. Tag
In der World Trophy führte die Mannschaft Großbritanniens vor Österreich und der Mannschaft der Tschechoslowakei.
Bei der Silbervasenwertung waren die A-Mannschaften der Niederlande und Großbritanniens noch ohne Strafpunkte und lagen gleich auf. Den dritten Platz belegte die A-Mannschaft der Tschechoslowakei.

### 5. Tag
In der World Trophy führte unverändert die Mannschaft Großbritanniens vor Österreich und der Mannschaft der Tschechoslowakei.
Bei der Silbervasenwertung führte die A-Mannschaft Großbritanniens vor der A-Mannschaft der Tschechoslowakei und der A-Mannschaft der Niederlande.

### 6. Tag
Am letzten Tag wurde das Abschlussrennen (Geschwindigkeitstest) gefahren.

## Endergebnisse

### World Trophy
| Platz | Team                   | Punkte |
| ----- | ---------------------- | ------ |
| 1.    | Vereinigtes Königreich | 0      |
| 2.    | Österreich             | 125    |
| 3.    | Tschechoslowakei       | 500    |
| 4.    | Italien                | 904    |
| 5.    | Niederlande            | 1014   |
| 6.    | Belgien                | 1148   |
| 7.    | Ungarn                 | 2517   |

### Silbervase
| Platz | Team                                  | Punkte |
| ----- | ------------------------------------- | ------ |
| 1.    | Vereinigtes Königreich (A-Mannschaft) | 0      |
| 2.    | Tschechoslowakei (A-Mannschaft)       | 2      |
| 3.    | Niederlande (A-Mannschaft)            | 16     |
| 4.    | Vereinigtes Königreich (B-Mannschaft) | 302    |
| 5.    | Niederlande (B-Mannschaft)            | 320    |
| 6.    | Ungarn (A-Mannschaft)                 | 338    |
| 7.    | Schweiz (B-Mannschaft)                | 399    |
| 8.    | Schweiz (A-Mannschaft)                | 516    |
| 9.    | Ungarn (B-Mannschaft)                 | 614    |
| 10.   | Italien (B-Mannschaft)                | 625    |
| 11.   | Belgien                               | 946    |
| 12.   | Italien (A-Mannschaft)                | 1116   |